# ガルムドゥグ

ガルムドゥグ・ソマリア国
Dowlad Goboleedka Galmudug ee Soomaaliya
ولاية غامدوغ الصومال

地域の標語：My Home State
地域の歌：祖国を賛美せよ

ガルムドゥグ（英: Galmudug）、公式名ガルムドゥグ（・ソマリア）国（ガルムドゥグ（・ソマリア）こく、ソマリ語: Dowlad Goboleedka Galmudug ee Soomaaliya、アラビア語: ولاية غامدوغ الصومال Wilāyat Gālmuḍug aṣ-Ṣūmāl、Galmudug State）は、ソマリア中部の自治国（自治州）。州都はドゥサマレブ。独立宣言した当初は「ガルグドゥード州とムドゥグ州を合わせた地区」との建前から、国名がガルムドゥグとされた。ただしムドゥグ州北部はプントランドが実効支配している。ソマリア連邦共和国の構成体のひとつ。

## 位置
ガルムドゥグはソマリアのほぼ中央に位置する。最大都市ガルカイヨは、ソマリアの首都モガディシュ、ソマリランドの首都ハルゲイサ、プントランド最大の都市ボサソ、エチオピアのハラルのそれぞれから約750キロメートルの位置にある。北はプントランド、南はヒーシェベリと接している。

## 歴史

### 前史
1988年に始まったソマリア内戦は、ソマリ族の氏族間の対立でもあった。内戦当初は、第3代大統領モハメド・シアド・バーレが所属するダロッド大氏族と、統一ソマリ会議という軍閥を持つハウィエ大氏族の対立が大きかった。ハウィエ大氏族率いる統一ソマリ会議が勝利すると、今度はハウィエの支族であるハバル・ギディル支族とアブガール支族の争いになった。この戦いは、軍事的天才モハメッド・ファッラ・アイディードを有するハバル・ギディル支族に有利に進んだが、アイディードが1996年に暗殺されると、ソマリアに特に突出した軍閥は無くなり、群雄割拠の時代となった。
モハメッド・アイディードと、後を継いだ息子のフセイン・アイディードは、ハバル・ギディル支族のサカド支支族 (Sacad) 出身だった。そのため、内戦当初からこの地区から多くの兵士や物資が徴発され、この地区の財政、治安、インフラ整備は後回しになりがちであった。

### ガルムドゥグ州の設立

ソマリア中部へのイスラム法廷会議の侵攻と敗退

2004年にケニアなどの後押しでソマリア暫定連邦政府が成立すると、ソマリアの軍閥の多くが参加した。フセイン・アイディードも参加を表明した。一方、2006年3月から6月にかけて、非氏族団体を標榜するイスラーム過激組織、イスラム法廷会議が急速に力を伸ばし、首都モガディシュを含むシェベリ川中下流域を支配した。これらのできごとにより、首都モガディシュからのこの地に対する干渉が弱まった。
2006年8月14日、この地区のサカド氏族が中心となり、ガルムドゥグ自治州が設立された。初代大統領にはキイミコ(Kiimiko)の通称で知られる モハメド・ワルサメ・アリが選ばれ、首都は南ガルカイヨとされた。その領域は、ハウィエ大氏族の居住地域であるガルグドゥード州、ムドゥグ州全体とされたが、実効支配地域はサカド支支族の根拠地であるムドゥグ州の南部のみであった。その支配形態も、中央集権様式からは程遠く、多くの有力都市を海賊が支配している状況だった。一方で、南部発祥のイスラーム過激組織であるイスラム法廷会議はますます力を付け、2006年8月16日にはムドゥグ州のホビョやハラデレといった地域に支配を伸ばしていた。
ガルムドゥグとその北のプントランドは当初から関係がよくなかった。プントランドは、ガルムドゥグを支配するハウィエ大氏族とは別の氏族、ダロッド大氏族が建てた事実上の独立地域である。2006年秋、プントランドは、イスラム法廷会議とガルムドゥグの対立を懸念して、ガルムドゥグを含む南ソマリアへのフライトをほぼ全面的に禁止した。その動きをガルムドゥグは非難している。
イスラム法廷会議の力は2006年11月から12月にかけてますます優勢となり、ガリンサー、ホビョ、ハラデヤー、バンディラドリー、マレハンなど、ガルムドゥグ支配地域のほとんどを占拠した（元から支配は不完全だったが）。エチオピアとプントランドは隣国でのイスラム勢力の台頭を好ましく思っておらず、共同で軍を出した。ガルムドゥグは当初はこの動きに賛成しておらず、2006年11月10日にはプントランドに対し、国境線付近の軍を引き下げるように求めている。それでも12月になるとイスラム法廷会議は事実上壊滅し、バンディラドリー、ガリンサーもガルムドゥグの元に戻った。

### 再建
イスラム法廷会議を追い出した後もガルムドゥグの支配が及ぶ地域は少なかった。ガルムドゥグとプントランドとの対立も依然として続いた。
ガルムドゥグ政府は微力ながらも8つの学校を運営していた。内陸国であるエチオピアに港を提供するため、ホビョに近代的な港を作る計画も持ち上がっていた。また、商用として、ホビョ、ガルカイヨ、エチオピアのオガデンを結ぶ172マイルの2車線舗装道路を作る計画も作られた。財源も、国際連合児童基金、インド政府、アラブ首長国連邦ドバイの会社の協力の下、信託基金が計画され、ユニセフからは14万ドル相当の支援が送られている。2007年9月からは南北に分断されていたガルカイヨが、学校については再び統一されることになったが、プントランドとガルムドゥグ（あるいはハウィエ氏族とダロッド氏族）の対立が完全に無くなったわけではなかった。
2007年には、ソマリア南部で別のイスラーム過激組織アル・シャバブが急激に台頭する。アル・シャバブは2007年3月から4月にかけて、ソマリアの首都モガディシオに攻め込んできたため、ガルカイヨに避難してくる住民が増えた。一方でガルムドゥグの治安も依然として回復せず、2007年にもガルカイヨを走るバスの乗客女性がレイプされたり、街道を通る車から勝手に金を徴収する者が多数いたりといった混乱が続いていた。海賊の活動も依然として盛んだった。これは地方の軍閥が勝手に外国に漁業権を売ったことにも原因がある。ホビョを拠点とする海賊は2008年の外国メディアからの衛星電話インタビューに対し「われわれは元々漁師であったが外国漁船が魚を獲り尽くしたりゴミを捨てたりしたため生活が立ち行かなくなり、治安維持として自警を始め、違反船からは罰金を取り立てている」と答えている。
南ガルカイヨは主としてガルムドゥグが支配していたが、ガルカイヨ空港の空港周辺だけはプントランドが支配していた。2008年6月1日、ガルカイヨ支配地域からこの空港に向けてミサイル攻撃が行われている。プントランドは建国後発展を続けていたが、ガルムドゥグの復興は遅れており、グリ・エルやドゥサマレブといった町は2009年1月の時点でも廃墟のままであった。

### ソマリア連邦政府への加盟への動き
内戦が続いていたソマリアだったが、元イスラム法廷会議の穏健派だったシェイク・シャリフ・シェイク・アフマドがソマリア暫定連邦政府に参加したころから、徐々に和解に向けた動きが進み始めた。
2011年2月、プントランドの首都ガローウェにて、プントランドとガルムドゥグの公式な協力関係が結ばれ、治安、経済、社会生活での相互協力が行われることになった。
2012年8月1日、ガルムドゥグの議会はアブディ・ハサン・アワレ・カイディードを大統領に指名した。有効票25票の内、22票を獲得していた。

#### ソマリア中部州構想
2013年、カイディード大統領は、ガルムドゥグが新ソマリア連邦憲法で言うところの公式州の条件を満たすと主張した。しかし、ソマリア連邦政府は2013年4月、ガルムドゥグの支配地域はムドゥグ州の一部に過ぎないとしてこれを認めず、二つ以上の地方政権が自主的に合併することで、公式州の要件を満たす必要があると主張した。
2014年7月30日、ソマリア連邦政府支援の元、ソマリア中部の勢力であるガルムドゥグ、アル・スンナ・ワル・ジャマー、ハイマン・アンド・ヒーブスの代表が集まり、ソマリア中部州の設立についての話し合いが行われた。これが実現すれば、ソマリア連邦政府の公式州としての要件を満たすことになる。
2014年7月31日、プントランド政府は「ソマリア中部州」の設立の動きに対し、これはソマリア憲法に違反していると牽制した。そのため8月9日、国連とEUの代表施設は、ソマリア中部州の設立は、プントランドの実効支配地域に影響を及ぼすものではないという共同声明を発表した。10月14日にはプントランドの首都ガローウェにて、ソマリア連邦政府とプントランドとの会議が行われ、ソマリア中部州の領域がムドゥグ州南部とガルグドゥード州のみ（つまりプントランドの実効支配地域は含まれない）との合意が行われた。12月25日には、中部ソマリア州設立のための準備委員会が作られた。
2015年4月、ソマリア連邦政府のモハムド大統領は、ソマリア中部州の行政中心地をドゥサマレブとし、そのための打ち合わせをアダドで行うことを正式に発表した。この発表は、州都誘致でアダドを推薦していた住民の反発を招いた。
2015年7月4日、アブディカリム・フセイン・グレドが大統領選を制した。
2015年8月29日、アル・スンナ・ワル・ジャマーは、ソマリア中部州を設立しようとしているソマリア連邦政府の動きに反対している。アル・スンナ・ワル・ジャマーはソマリア中部州の州都と目されている都市ドゥサマレブから連邦治安部隊を追放し、独自の政権を樹立。「正当な」ガルムドゥグ政府はアダドへ避難した。こうしてソマリア中部州は、アル・スンナ・ワル・ジャマー主導の中部州（ドゥサマレブ政府、Dowlad Goboleedka Gobollada Dhexe (DGGD)）と、アダドのガルムドゥグ政府（Dowlad Goboleedka Galmudug (DGGM)）の、2つの政府が並立する事態になった。

#### 分断とソマリア中部の統一
2015年11月28日、ガルカイヨにて、ガルムドゥグとプントランドが衝突し、40名が死亡。12月2日に休戦協定が結ばれるが、12月4日にガルムドゥグの議員が乗車する車両がAK-47で射撃される事件が発生している。
2017年1月10日、ガルムドゥグ州議会はグレド大統領の弾劾投票を行ったが、グレド大統領と議会議長はこの投票の無効を宣言。しかし2月26日、グレド大統領は健康を理由に大統領職を辞任。
2017年5月3日、アフメド・ドゥアレ・ゲーレが投票の結果、大統領に就任。この時点でも、ガルムドゥグとアル・スンナ・ワル・ジャマーの対立が続いていた。
2017年12月6日、ガルムドゥグとアル・スンナ・ワル・ジャマーは中部統一の協定を締結した。協定ではドゥサマレブのDGGDとアダドのDGGMを統合し、ガルムドゥグの首都をドゥサマレブへ移転する。またアル・スンナ・ワル・ジャマーはガルムドゥグを承認する代わりに、ガルムドゥグは首相職を新設しMohamed Ali Hassan（アル・スンナ・ワル・ジャマー幹部）を指名するなどが取り決められた。2018年3月27日より実効に移され、ガルムドゥグが中部州を吸収する形でソマリア中部が統一された。5月5日に協定を反映した新憲法を議会が承認し、10月24日に施行された。

## 歴代大統領
| 代   | 大統領                                 | 写真 | 就任日        | 退任日        |
| ---- | -------------------------------------- | ---- | ------------- | ------------- |
| 1    | モハメド・ワルサメ・アリ               |      | 2006年8月14日 | 2009年8月     |
| 2    | モハメド・アフメド・アリ               |      | 2009年8月     | 2012年8月     |
| 3    | アブディ・ハサン・アワレ・カイディード |      | 2012年8月     | 2015年8月     |
| 4    | アブディカリム・フセイン・グレド       |      | 2015年8月     | 2017年2月26日 |
| 代理 | モハメド・ハシ・アブディ               |      | 2017年2月26日 | 2017年5月3日  |
| 5    | アフメド・ドゥアレ・ゲーレ             |      | 2017年5月3日  | 2020年2月2日  |
| 6    | アフメド・アブディ・カリエ             |      | 2020年2月2日  | 現職          |

## 国の象徴
2006年の建国時は白地に国章を中央に配置したものが国旗とされた。またソマリアの国旗も使われた。その後3度の変更が行われ、現在に至る。

2006年 - 2009年
2006年 - 2009年（ソマリア国旗）
2009年 - 2010年
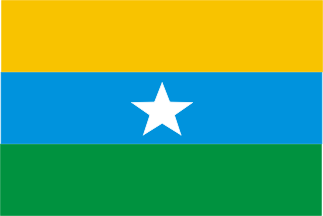
2010年 - 2015年
現行の旗（2015年以降）

## 読書案内
- A. Jimale (ed), The Invention of Somalia. Lawrenceville, NJ, 1995
- Cassanelli, Lee V., The Shaping of The Somali Society- Reconstructing the History of a Pastoral People, 1600-1900. Philadelphia, Pennsylvania Univ. Press, 1982.
- Middleton, John. The World of the Swahili- An African mercantile civilisation. Yale University 1992.